# Polycentropus mayanus
Polycentropus mayanus là một loài Trichoptera trong họ Polycentropodidae. Chúng phân bố ở vùng Tân nhiệt đới.